# ESBL-vormende bacterie
ESBL-vormende bacteriën (ESBL = Extended-spectrum bèta-lactamase) zijn vertegenwoordigers van de familie facultatief anaerobe (zowel aeroob als anaeroob groeiende) darmbacteriën: Enterobacteriaceae. Deze maken deel uit van de normale darmflora en de voornaamste ESBL-vormende bacteriën zijn: Escherichia coli en Klebsiella pneumoniae. ESBL-vormende bacteriën zijn ziekenhuisbacteriën, komen als dragerschap ook buiten het ziekenhuis voor en worden ingedeeld bij de Bijzonder Resistente Micro-Organismen (BRMO).
Sinds de jaren tachtig neemt het aantal ESBL-vormende bacteriën toe. Enerzijds is dit te verklaren door een verbetering van de diagnostische technieken binnen het microbiologisch laboratorium. Anderzijds is er, vooral door antibioticumgebruik, wereldwijd sprake van een reële toename.
Het aantonen van ESBL in het laboratorium is lastig op een fenotypische resistentiebepaling van bacteriestammen die uit sputum, urine en ontlasting worden gekweekt. Resistentie tegen een antibioticum betekent echter niet dat de bacterie een ESBL-vormende bacterie is. Onderzoek naar het gen dat deze enzymen produceert zal moeten uitwijzen of het ook daadwerkelijk gaat om een ESBL-vormende bacterie. Detectie van ESBL is mogelijk door onder andere het commercieel verkrijgbare Check-ESBL.
De toename van ESBL-vormende bacteriën in Nederland lijkt verband te houden met het overmatig gebruik van antibiotica in de intensieve veehouderij (bio-industrie), in het bijzonder bij kippen. Volgens het RIVM is anno 2010 95% van het kippenvlees dat in de winkels ligt besmet.

## Gevolgen
In ziekenhuizen is regelmatig sprake van epidemische verheffingen van infecties veroorzaakt door een ESBL-vormende bacterie, vooral op afdelingen met een hoge antibiotische druk, zoals een intensive care. Als binnen het ziekenhuis bij een patiënt een ESBL-vormende bacterie wordt gevonden, treft men direct beschermende maatregelen (contact- of druppelisolatie).
Carbapenems zijn de enige antibioticumklasse die nog werkt in de bestrijding van ESBL-vormende bacterie. Artsen krijgen al te maken met patiënten die besmet zijn met een bacterie waar ook carbapenems niet meer tegen helpen.
In september 2010 werd een eerste gedocumenteerd sterfgeval als gevolg van een ESBL-vormende bacterie in Nederland bekendgemaakt. Onderzoekers van het Rijksinstituut voor Volksgezondheid en Milieu vermoedden echter dat dit niet het eerste overlijden betreft.